# P-66先鋒式戰鬥機
P-66戰鬥機是美國伏爾提飛機公司研製的單座戰鬥機，其外表和美國海軍的F4U海盜式戰鬥機相似，但由於發動機馬力祇有1200匹而當時美國軍方期望使用更大馬力的戰鬥機，P-66得不到美國軍方採用，伏爾提唯有把P-66外銷，原本瑞典訂購了144架但之後美國以瑞典非美國之歐洲盟國為理由取消交易，之後改為英國接手但之後英國人又話此機不適合其要求而放棄，最後就由正受到日軍侵略急需外援的中國通過租借法案而獲得了104架但由於中途意外損失祇有82架交付（一說90多架），另有39架在珍珠港事件後被編入美國陸軍航空隊去保衛美國西岸。

## 基本資料
- 乘員:1人
- 機長:8.66米
- 翼展:10.92米
- 機高:2.87米
- 空重:2375公斤
- 載重:3221公斤
- 翼面積:18.28平方米
- 最快時速:547公里/小時
- 航程:1368公里
- 昇限:8600米
- 發動機:1具美國普惠R-1830-33風冷發動機(1200匹馬力)
- 武裝:機翼4支7.62毫米口徑風冷式M1919機槍+機頭兩支12.7毫米口徑的M2重機槍

## 設計

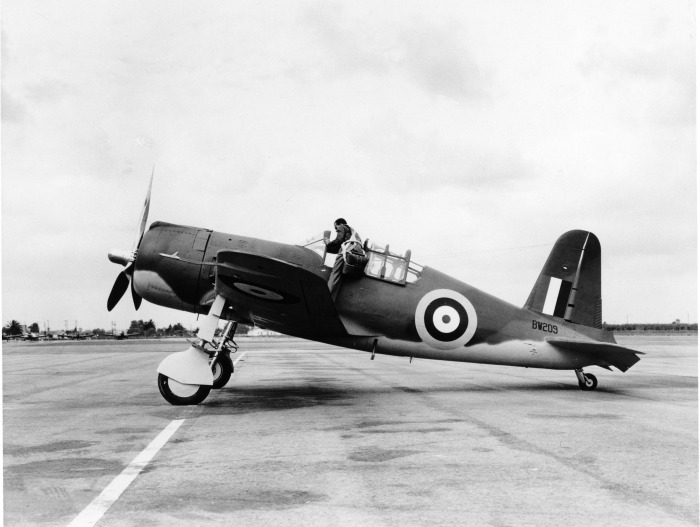
P-66的外表整體來說就像是採用水平機翼的F4U戰鬥機

P-66先鋒式戰鬥機原本名叫「48型單座戰鬥機」，該機原本設計是和同廠的V-11攻擊機使用相同模具製出相同的機翼、後段機身及機尾，但經風洞測試後把其機翼中段兩側外翼增加兩度之上反角，這樣增加了穩定及操作性能，尾翼面積增加，座艙昇高和把座艙罩長度縮短，發動機罩採用NACA式整流罩而有效減少飛行時的風阻，其外表整體來說就像是採用水平機翼的F4U戰鬥機。
駕駛過P-66的美國飛行員評論此機：操作靈敏，性能良好，其特技及爬升性能優於P-40，但稍欠穩定，另一缺點是起落架結構脆弱，且易造成地轉失事。

## 中國戰場的實戰

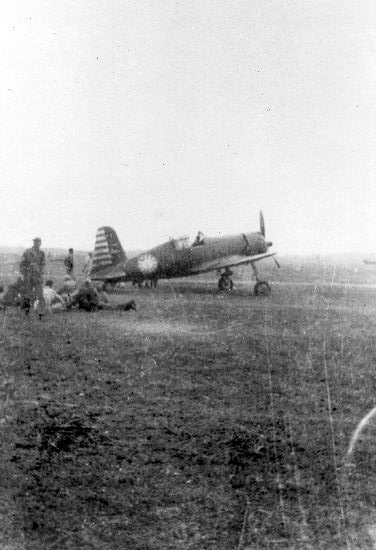
P-66在中國

P-66首先會被運到印度卡拉奇的工廠進行組裝，中國空軍由1942年6月開始派人到印度駕駛P-66回國，裝備空軍第5和第11大隊並作為保衛培都重慶的空防，第2年（1943年）進駐成都太平寺機場。
1942年10月和11月，中國空軍的P-66曾多次昇空截擊日軍高空偵察機但並不成功，因為P-66並無渦輪增壓器而令其高空飛行性能欠佳。
1942年6月6日，8架P-66在恩施支援地面部隊時遇到日機，P-66擊落了一架日軍九九式雙發輕轟炸機，8月23日，11架P-66和18架其他國軍戰機（機型不詳）一起昇空截擊日機，該次空戰，兩架日機被擊落，中方兩架戰機也被擊落，另有兩架P-66失蹤。
8月24日，日機共61架分三批去轟炸重慶，中國空軍11架P-66、5架P-43和7架P-40昇空迎敵，但當日因為重慶天氣不佳，日機改轟炸萬縣。
1943年常德會戰期間，P-66起飛作空中支援，11月21日，4架P-66在恩施上空和日軍二式戰鍾馗打空戰，P-66明顯地不是其對手，此戰除了隊長任肇基駕駛著彈痕累累的P-66回航外其餘皆被日機擊落，11月24日，P-66再出動攻擊常德外圍日軍陣地，11月25日P-66用機槍掃射常德日軍，12月3日三度出擊支援國軍作戰。
P-66使用至1944年3月，之後除役。

## 使用國家
美国（生產國）
 英国
 中華民國

## 外部連結
- 抗戰期間美租借法案援我之伏而替P-66式戰鬥機